# Simon van Velzen (theoloog)
Simon van Velzen (Amsterdam, 14 december 1809 - Kampen, 3 april 1896) was een van de leiders van de Afscheiding van 1834 en grondleggers van de Gereformeerde Kerken in Nederland. 
Hij ontmoette Hendrik Pieter Scholte aan het Athenaeum Illustre te Amsterdam. Samen gingen ze in Leiden theologie studeren. In Leiden ontstond rond Scholte een vriendenkring die spottend ‘de club van Scholte’ werd genoemd en waartegen gewaarschuwd werd. Tot deze vriendenkring voegden zich ook Anthony Brummelkamp sr. en A.C. van Raalte. 
In 1831 kwam hij tijdens de Belgische opstand onder de wapenen. Na terugkeer uit België vervolgde Simon zijn studie, die hij met goed gevolg afsloot. Op 9 november 1834 werd hij bevestigd als predikant in Drogeham. In verband met de gezangenkwestie werd Van Velzen op 15 oktober 1835 echter geschorst. Op 11 december 1835 riep Van Velzen de gemeente in zijn woning bijeen en werd een verklaring van Afscheiding opgesteld en ondertekend. 
Van Velzen moest zijn pastorie verlaten; hij vestigde zich in Leeuwarden om van daaruit afgescheidenen in heel Friesland te bedienen. In 1839 werd hij beroepen te Amsterdam, waar hij ging wonen in zijn geboortehuis op de Bloemgracht. In de volgende jaren raakte hij steeds meer in conflict met zijn voormalige vrienden Scholte en Brummelkamp. Deze periode staat bekend als die van de "Amsterdamse twisten".
Na de Afscheiding van 1834 werd onder de afgescheidenen de behoefte gevoeld aan een theologische opleiding. Voorlopig werd door verschillende predikanten elk in eigen provincie de opleiding ter hand genomen. Deze situatie was verre van ideaal, terwijl ook het niveau van het onderwijs geen aanspraak kon maken op uniformiteit en wetenschappelijk theologisch onderwijs. Deze situatie duurde tot 1854, als het besluit valt om de Theologische School in Kampen te vestigen. Tot docenten werden gekozen de predikanten: T.F. de Haan, Simon van Velzen, Anthony Brummelkamp en J. Bavinck. Op 6 december 1854 werd de Theologische School officieel geopend.
Naar aanleiding van de Doleantie in 1886 verscheen van hem: „De vereeniging van alle Gereformeerden tegenover den afval van het geloof in Nederland". Hierin laat hij zijn sympathie blijken voor de vereniging die in 1892 haar beslag zou krijgen. Van Velzen benadrukte onder meer dat de wortels van zowel afscheiding als doleantie lagen in de gehechtheid aan de gereformeerde belijdenis. De synode, waarin deze vereniging tot stand kwam, heeft hij op de hoge leeftijd van 83 jaar nog mogen bijwonen, hoewel lichaamszwakte hem noodzaakte zich te laten dragen.
Van Velzen overleed in 1896. Hij werd op woensdag 8 april van dat jaar begraven op de begraafplaats te Kampen.
Zijn zoon Simon van Velzen jr. is Eerste en Tweede Kamerlid geweest.
- Biografisch Portaal: 25999175
- Digitale Bibliotheek voor de Nederlandse Letteren: velz002
- International Standard Name Identifier: 0000 0003 8917 7146
- Nederlandse Thesaurus van Auteursnamen: 068953658
- Virtual International Authority File: 282518594
- WorldCat: E39PBJcc898jYrwB77rG69YkjC